# Mithraeum de Marino
Le mithraeum de Marino est un mithraeum situé dans la commune de Marino, Ville métropolitaine de Rome Capitale au Latium),. 

## Historique
Les mithraeums étaient des lieux de culte pour les adeptes du culte de Mithra (culte à mystères apparu dans la civilisation gréco-romaine. Celui de Marino a été découvert accidentellement en 1962 lors des travaux de fouille d'une grotte dans une cave au pied de la ville historique, sur les marches menant à la gare. Au début, la nouvelle est restée cachée, mais plus tard, les autorités ont commencé à s'occuper du lieu de culte mithriaque, qui est aujourd'hui devenu propriété municipale.
Il n'y a que trois mithraeum en Italie où la scène mystérieuse est peinte : l'un est le mithraeum de Barberini de Rome, un autre le mithraeum de Santa Maria Capua Vetere et le troisième est celui de Marino.

## Description
Le mithraeum a été créé dans une citerne préexistante avec une voûte en berceau creusée dans la pierre pépérine , de 29 m de long, 3,10 m  de large et 3 m de haut. Les caractéristiques des citernes de l'époque romaine sont le revêtement des murs en opus signinum et les bordures de liaison aux angles des murs et du sol, présentes dans le mithraeum de Marino.
Au fond de la galerie se trouve le tableau très célèbre et bien conservé où Mithra égorge le taureau blanc. Devant le tableau se trouve une pierre commémorative sur laquelle on lit : 
« INVICTO DEO CRESCES ACTOR ALFI SEBERI DP »
« Cresces, administrateur d'Alfio Severo, offert en cadeau au dieu invaincu. »
Le long de la galerie se trouvaient des podiums pour les initiés, probablement en bois, dont il reste une légère trace au sol. Sur les murs restent des traces de structures d'ameublement en bois (étagères et séparateurs) ainsi que de petites niches pour loger les lampes d'éclairage. Au début de la galerie, sur les murs latéraux, sont représentés les porteurs de flambeau  Cautès, la torche levée, et Cautopatès, la torche baissée.

## La fresque detauroctonie
Une particularité de ce mithraeum, qui le distingue des deux autres exemples, est la technique d'exécution de la peinture à l'encaustique directement sur le plâtre en opus signinum de la citerne.
Au centre du tableau, datant du IIe siècle, se trouve Mithra, vêtu à l'orientale, avec un bonnet phrygien, une tunique et un pantalon rouge ; il porte également un manteau flottant à l'intérieur duquel la voûte céleste apparaît en bleu, parsemée d'étoiles. Il est à l'intérieur d'une grotte et regarde vers le Soleil qui l'éclaire ; de l’autre côté, la Lune est dans l’ombre, avec sa face obscurcie. Au-dessous du Soleil et de la Lune se trouvent deux Dadofori , c'est-à-dire les porteurs du flambeau , l'un avec le flambeau levé (Cautès, le jour), l'autre avec le flambeau baissé (Cautopatès, la nuit). Mithra massacre le taureau blanc avec un poignard, tandis qu'un chien et un serpent boivent le sang du taureau et qu'un scorpion mord les testicules du taureau. Des épis de blé sortent de la queue de la victime, symbolisant la renaissance de la Terre. Sur les côtés de la scène principale se trouvent huit panneaux représentant les principaux exploits de la vie de Mithra, dont Zeus battant les géants, la naissance miraculeuse du dieu d'un rocher, la capture et le transport du taureau dans la grotte, le combat victorieux. et le pacte avec le dieu Soleil-Apollon.